# Cololejeunea tixieriana
Cololejeunea tixieriana är en bladmossart som beskrevs av M.Dey, D.Singh et D.K.Singh. Cololejeunea tixieriana ingår i släktet Cololejeunea och familjen Lejeuneaceae. Inga underarter finns listade i Catalogue of Life.